# Giả thuyết một gen - một enzym

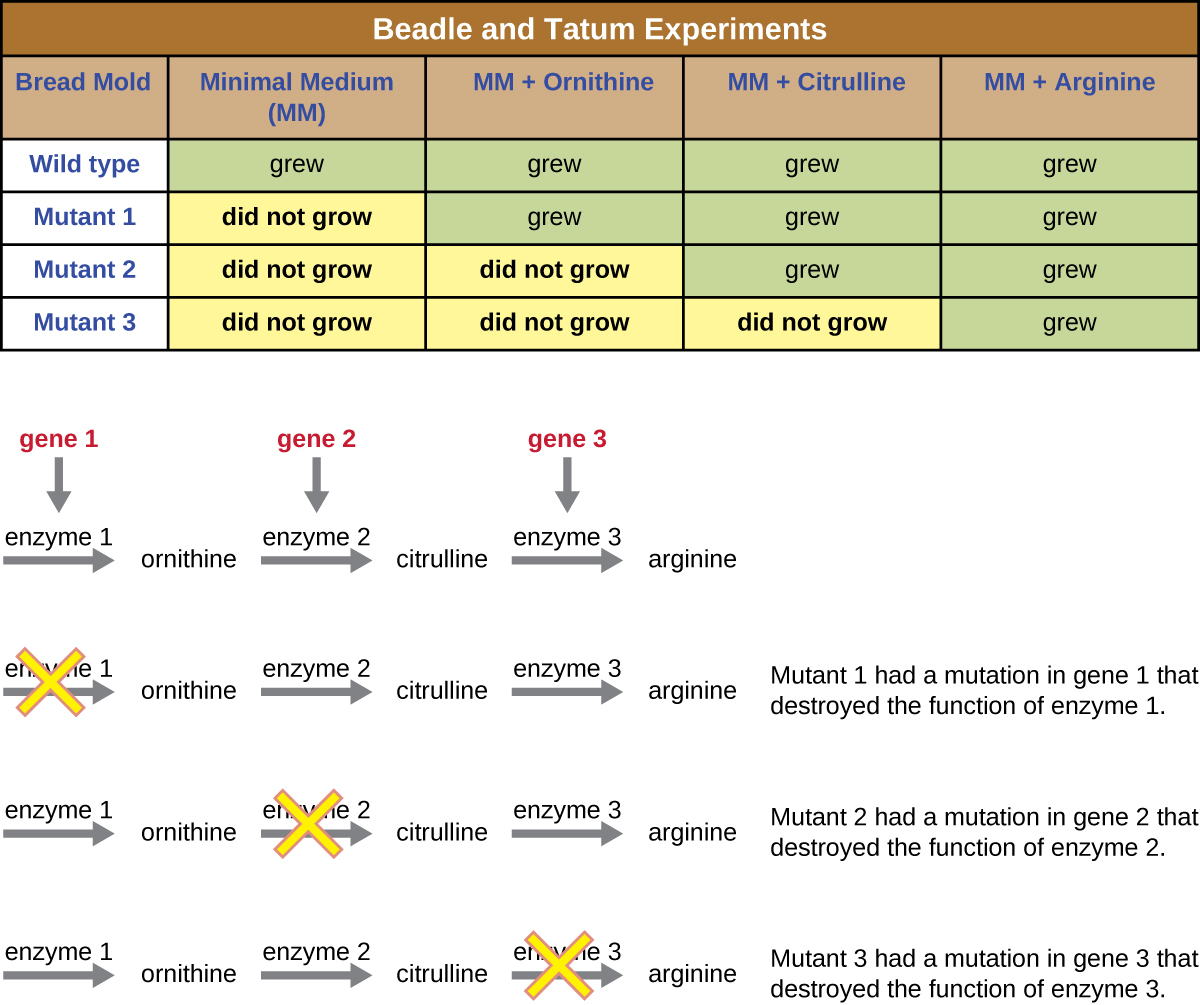
Tóm tắt thí nghiệm "1 gen - 1 enzym" của George Beadle và Edward Tatum.

Giả thuyết một gen - một enzym là một lý thuyết của di truyền học cho rằng: trong quá trình di truyền hoặc quá trình hình thành tính trạng ở cơ thể sinh vật, thì một gen quy định sự tạo thành một enzym.
Kết luận khoa học của giả thuyết này có thể tóm tắt bằng sơ đồ:
1 gen {\displaystyle \longrightarrow } 1 enzym.
Tuy gọi là "giả thuyết" (hypothesis), nhưng đã được các nhà di truyền học thế giới khẳng định là đúng trong một số trường hợp, nhưng lại không gọi là "học thuyết" (theory) do thói quen. Trong tiếng Anh, thuật ngữ này có tên là "one gene–one enzyme hypothesis".

## Lược sử
Giả thuyết này do nhà di truyền học Mỹ là George Wells Beadle và Edward Lawrie Tatum đề xuất vào năm 1941, là lúc mà khoa học đương thời chưa biết rõ cấu trúc và chức năng của gen cũng như DNA trong quá trình di truyền. Đây là giai đoạn mà có nhà viết lịch sử sinh học cho rằng: tuy di truyền học đã ra đời khá lâu(từ năm 1900), nhưng vẫn chỉ là nghiên cứu về hình thức (formal genetics).
- Năm 1937, Beadle bắt đầu cộng tác với nhà sinh hóa học Tatum ở Đại học Stanford  để phân lập các sắc tố mắt ruồi giấm - một đối tượng thí nghiệm rất phổ biến thời đó. Nhưng chỉ một thời gian sau, kết quả nghiên cứu theo hướng này đã có người khác công bố.
- Do vậy, hai ông chuyển hướng nghiên cứu sang nấm mốc bánh mì Neurospora crassa là loài đơn giản hơn nhiều, lại rất dễ nuôi cấy và có bào tử nên có thể gây đột biến phóng xạ.
- Hai ông đã chiếu xạ nấm này bằng tia X để gây đột biến, rồi xác định các chủng đột biến có khiếm khuyết về trao đổi chất bằng cách thay đổi môi trường nuôi cấy.
- Từ các kết quả nghiên cứu, hai ông cho rằng: để tồn tại được, nấm mốc đã có chuỗi biến đổi chất này thành chất kia, mà thiếu một chất, thì chúng sẽ chết.
- Vì vậy, hai ông giả định "1 gen{\displaystyle \longrightarrow }1 enzym", nên gen đột biến thì enzym tương ứng bị "lỗi" và không xúc tác được quá trình tạo ra chất nó cần.
- Vào khoảng những năm 1950, giả định này được phát triển nhờ Norman Horowitz, giáo sư tại Viện Công nghệ California (Caltech) và là cộng sự của Beadle, thành "giả thuyết một gen quy định một enzym" - sau thường gọi tắt như là một công thức dưới dạng: "1 gen{\displaystyle \longrightarrow }1 enzym". Norman Horowitz cho rằng giả thuyết này còn sáng lập ra môn di truyền hoá sinh và cũng là "phát súng" mở đầu trong nghiên cứu di truyền học phân tử.[6]

Mặc dù sau này, do sự phát triển của di truyền học phân tử và công nghệ sinh học, công thức "1 gen{\displaystyle \longrightarrow }1 enzym" đã được đổi thành "1 gen{\displaystyle \longrightarrow }1 prôtêin", rồi "1 gen{\displaystyle \longrightarrow }1 pôlypeptit" và "1 gen{\displaystyle \longrightarrow }1 RNA", thì giá trị của giả thuyết này vẫn không thay đổi, dù so với trình độ hiện đại nó đã bị coi là quá đơn giản để mô tả mối quan hệ giữa DNA và sản phẩm của nó.
Cùng với thành tựu của nhiều nghiên cứu khác, công trình của Beadle và Tatum được nhận giải thưởng Nobel năm 1958 và được khắc tên trên tượng đài tại Bảo tàng Lịch sử Tự nhiên Hoa Kỳ ở Thành phố New York.

## Tóm tắt thí nghiệm
Nấm mốc N. crassa rất dễ nuôi cấy trong phòng thí nghiệm trên môi trường dễ kiếm chỉ gồm đường, muối và một loại vitamin là biotin. Từ những chất đơn giản này, tế bào nấm mốc tổng hợp ra nhiều amino acid và vitamin cho nó. Môi trường này gọi là môi trường tối thiểu (Mm). Môi trường đầy đủ gồm môi trường tối thiểu và một số chất khác mà chúng cần, gồm: Ornitine,  Citruline và Arginin.
- Hai ông chiếu xạ tia X lên các bào tử nấm, rồi chia các nấm đột biến làm ba nhóm chính:

1. Một nhóm (I) nuôi cấy ở môi trường Mm thiếu Ornitine, thì chúng chết.
2. Một nhóm (II) nuôi cấy ở môi trường Mm thiếu Citruline, thì chúng cũng chết.
3. Một nhóm (III) nuôi cấy ở môi trường Mm thiếu Arginine, thì cũng chết.

- Nhưng cả ba nhóm trên mà nuôi cấy ở môi trường đầy đủ, thì chúng phát triển bình thường.
- Ngoài ra, hai ông cũng thí nghiệm:

1. Nhóm I nuôi cấy ở môi trường Mm có thêm Ornitine, thì chúng phát triển bình thường.
2. Nhóm II nuôi cấy ở môi trường Mm có thêm Citruline, thì chúng phát triển bình thường.
3. Nhóm III nuôi cấy ở môi trường Mm có thêm Arginine, thì chúng phát triển bình thường.

- Do đó, hai ông nhận thấy: thể đột biến nào không thể phát triển trên môi trường tối thiểu, thì gen tổng hợp enzym tương ứng đã bị "lỗi" chứ không phải là chúng đã "chết hẳn" do chúng lại có thể phát triển trên môi trường "đầy đủ". Mỗi kiểu đột bên chỉ yêu cầu bổ sung một chất bổ sung cụ thể để tăng trưởng trên môi trường tối thiểu. Nếu quá trình tổng hợp một chất dinh dưỡng cụ thể bị gián đoạn do đột biến, thì dòng đột biến đó có thể được phát triển bằng cách thêm chất dinh dưỡng cần thiết vào môi trường. Phát hiện này cho thấy rằng hầu hết các đột biến chỉ ảnh hưởng đến một con đường trao đổi chất duy nhất. Các bằng chứng khác thu được ngay sau những phát hiện ban đầu có xu hướng cho thấy rằng thường chỉ có một khâu duy nhất trong con đường chuyển hóa đã bị chặn. Từ đó, hai ông xác định (xem sơ đồ đầu trang):

Tiền chất - gen I → Ornitine - gen II → Citruline - gen III → Arginine
- Beadle và Tatum đã sử dụng phương pháp này để tạo ra một loạt thể đột biến có liên quan và xác định thứ tự mà các amino acid và một số chất chuyển hóa khác được tổng hợp trong một số con đường trao đổi chất. Từ các kết quả của thí nghiệm này là mỗi đột biến gen ảnh hưởng đến hoạt động của một loại enzym duy nhất. Điều này trực tiếp dẫn đến giả định: 1 gen quy định 1 enzym. Beadle và Tatum đã mang lại một cuộc cách mạng cơ bản trong di truyền học.[8] Theo giả định này, mỗi gen sẽ quy định tạo ra một enzym, enzym này xúc tác một phản ứng hóa sinh học cụ thể, từ đó tính trạng được biểu hiện.[9]